# Catharina Lagerstam
Catharina Elisabeth Lagerstam född 22 september 1962 i Stockholm, är ett svenskt styrelseproffs och finanskonsult.
Catharina Lagerstam utbildade sig till civilekonom vid Handelshögskolan i Stockholm, till civilingenjör i elektronik vid Kungliga Tekniska Högskolan i Stockholm och har disputerat på en avhandling om beräkning av finansiella risker vid Handelshögskolan i Stockholm. 
Hon var Risk Manager vid Storas finansbolag i Bryssel 1991-92, arbetade på Bankstödsnämnden 1993-94 som ansvarig för värderingsprocessen av de svenska bankerna och för rekapitaliseringen av Gota bank, var chef för finansiell analys och investeringskontakter på dåvarande Föreningsbanken 1994-97, och var CFO på Hufvudstaden 1997-99. 1999-2001 arbetade Lagerstam för Jan Stenbeck i Luxemburg som ansvarig för upplåning och IR-verksamhet i den europeiska Tele2-satsningen. 2001-2008 arbetade Lagerstam i ledningen för Clearstream i Luxemburg, och fokuserade därvid på post-merger integration. Sedan 2008 är Lagerstam bosatt i Stockholm, och arbetar huvudsakligen i olika styrelser och som finanskonsult. Lagerstam har också suttit i styrelserna för Alpcot Agro, Elektronikgruppen, Franska skolan (vice ordförande), Kommuninvest, Landshypotek, Nordic Mines, Retail Finance och Styrelseakademien i Stockholm.

## HQ Bank-kraschen 2010
Catharina Lagerstam genomförde, efter att ha blivit invald i styrelsen för HQ Bank den 15 april 2010, en egen utredning av värderingen av HQ Banks värdepappersportfölj i tradingrörelsen. Vid ett styrelsemöte den 17 maj 2010 informerade Lagerstam den övriga styrelsen om att bankens derivatpositioner var problematiska och påtalade dels att värdepapperen enligt hennes beräkningar var kraftigt övervärderade och att en omprövning måste ske omedelbart samt att aktiemarknaden måste informeras. Enligt Lagerstams beräkningar uppgick övervärderingen till 850 miljoner  kronor. Styrelsen beslöt dock att den tidigare värderingen skulle kvarstå. Lagerstam reserverade sig mot beslutet och avgick därpå ur styrelsen. HQ AB:s ordförande Mats Qviberg förklarade Lagerstams avgång med att "hon inte hade nerver" att sitta kvar i styrelsen.
HQ Bank förlorade den 31 augusti 2010 sin bankoktroj efter beslut av Finansinspektionen. Lagerstam fick för sin insats, Veckans Affärers pris 2010 som Årets Ryggrad.